# Президент Словении
Президент Республики Словения — глава государства Республика Словения. Является верховным главнокомандующим её вооружёнными силами, и избирается всеобщим голосованием на пятилетний срок.

## Полномочия
Словения является парламентской республикой, и в соответствии с её конституцией отдельные функции президента ограничены. К основным функциям президента Словении относятся:
- назначение выборов в Государственное собрание;
- провозглашение законов;
- назначение государственных служащих в случаях, установленных законом;
- назначение и освобождение от должности полномочных послов и посланников Словении и принятие верительных грамот иностранных дипломатических представителей;
- издание грамот о ратификации;
- принятие решений о помиловании;
- решение вопросов о назначении наград и присвоении почётных званий;
- предложение Государственному собранию кандидатуры Председателя правительства;
- роспуск Государственного собрания в случае неизбрания им Председателя правительства;
- в случаях, когда Государственное собрание не может собраться на заседание в связи с чрезвычайным положением или состоянием войны, Президент Республики может по предложению Правительства издавать указы, имеющие силу закона, представляя их к утверждению на первом заседании парламента.

По запросу Государственного собрания президент должен высказать мнение по конкретному вопросу.

## Порядок избрания и прекращения полномочий

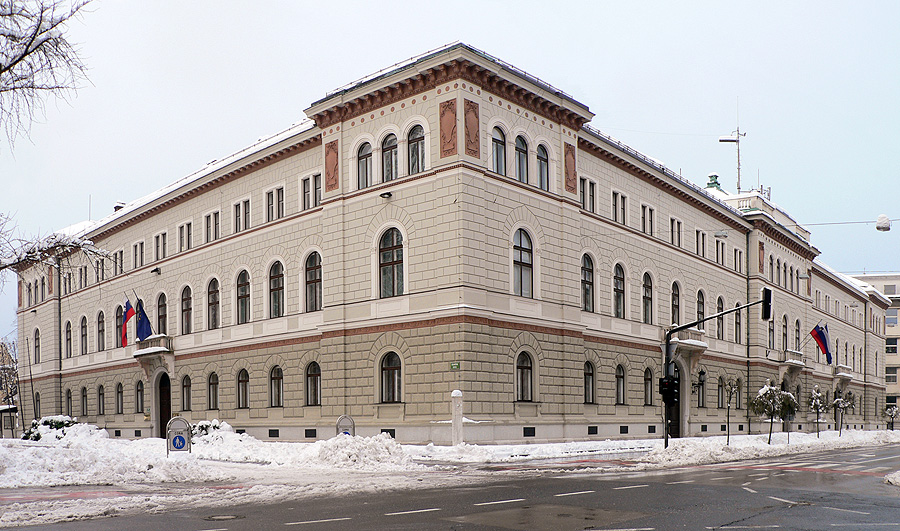
Президентский дворец

Президент Республики избирается путём всеобщих, равных, прямых выборов тайным голосованием, причём кандидат считается избранным, если он получил большинство голосов, признанных действительными. Президент Республики избирается сроком на пять лет и не более чем на два срока подряд. Если срок полномочий Президента Республики истекает во время войны или в период действия чрезвычайного положения, то он продлевается и истекает через шесть месяцев после окончания войны или отмены чрезвычайного положения.
Выборы Президента Республики назначает Председатель Государственного собрания. Президент Республики должен быть избран не позднее чем за 15 дней до окончания срока полномочий действующего президента. Президентом Республики может быть избран только гражданин Словении. Кроме того, пост Президента Республики несовместим с исполнением других публичных обязанностей или другой профессиональной деятельностью.
Президент Республики несет ответственность в случае нарушения им Конституции (от 23 декабря 1991) или совершения тяжкого нарушения закона. В этом случае Государственное собрание вправе инициировать в Конституционном суде производство по установлению ответственности Президента Республики. Президент отрешается от должности на основании решения Конституционного суда, принятого большинством не менее чем в 2/3 голосов от общего числа судей Конституционного суда. После получения постановления Государственного собрания о возбуждении производства об ответственности президента Конституционный суд может принять решение о временной невозможности осуществлять президентом свои полномочия до принятия решения Конституционного суда.
В случае стойкой неспособности осуществлять свои полномочия, смерти или отставки, а также при наличии иных препятствий для осуществления президентом своих полномочий, функции президента временно исполняет Председатель Государственного собрания. В этом случае выборы нового Президента Республики должны быть назначены не позднее чем через 15 дней с момента прекращения полномочий прежнего президента. Председатель Государственного собрания временно исполняет обязанности Президента Республики и в случае отрешения президента от должности.

## Список президентов
|           | Портрет         | Имя (годы жизни)                                    | Полномочия      | Полномочия      | Партия                          | Выборы |
| Начало    | Портрет         | Имя (годы жизни)                                    | Окончание       |                 | Партия                          | Выборы |
| --------- | --------------- | --------------------------------------------------- | --------------- | --------------- | ------------------------------- | ------ |
| 1 (I—III) |                 | Милан Кучан (1941-) словен. Milan Kučan             | 23 декабря 1992 | 22 ноября 1997  | независимый                     | 1992   |
| 1 (I—III) | 23 ноября 1997  | Милан Кучан (1941-) словен. Milan Kučan             | 22 декабря 2002 | 1997            | независимый                     |        |
| 2         |                 | Янез Дрновшек (1950—2008) словен. Janez Drnovšek    | 23 декабря 2002 | 22 декабря 2007 | Либеральная демократия Словении | 2002   |
|           | независимый     | Янез Дрновшек (1950—2008) словен. Janez Drnovšek    | 23 декабря 2002 | 22 декабря 2007 |                                 | 2002   |
| 3         |                 | Данило Тюрк (1952-) словен. Danilo Türk             | 23 декабря 2007 | 22 декабря 2012 | независимый                     | 2007   |
| 4 (I—II)  |                 | Борут Пахор (1963-) словен. Borut Pahor             | 23 декабря 2012 | 22 декабря 2017 | Социал-демократы                | 2012   |
|           | 23 декабря 2017 | Борут Пахор (1963-) словен. Borut Pahor             | 22 декабря 2022 | независимый     | 2017                            |        |
| 5         |                 | Наташа Пирц-Мусар (1968-) словен. Nataša Pirc Musar | 23 декабря 2022 | независимый     | действующий                     | 2022   |